# Dekanat janowski
Dekanat janowski – jeden z ośmiu dekanatów wchodzących w skład eparchii pińskiej i łuninieckiej Egzarchatu Białoruskiego Patriarchatu Moskiewskiego.

## Parafie w dekanacie
- Parafia Podwyższenia Krzyża Pańskiego w Brodnicy
  - Cerkiew Podwyższenia Krzyża Pańskiego w Brodnicy
- Parafia Świętej Trójcy w Dostojewie
  - Cerkiew Świętej Trójcy w Dostojewie
- Parafia św. Mikołaja Cudotwórcy w Drużyłowiczach
  - Cerkiew św. Mikołaja Cudotwórcy w Drużyłowiczach
- Parafia św. Paraskiewy Piątnicy w Gniewczycach
  - Cerkiew św. Paraskiewy Piątnicy w Gniewczycach
- Parafia św. Atanazego Brzeskiego w Jajeczkowiczach
  - Cerkiew św. Atanazego Brzeskiego w Jajeczkowiczach
- Parafia Opieki Matki Bożej w Janowie
  - Cerkiew Opieki Matki Bożej w Janowie
- Parafia Wniebowstąpienia Pańskiego w Lachowiczach
  - Cerkiew Wniebowstąpienia Pańskiego w Lachowiczach
- Parafia Narodzenia Najświętszej Maryi Panny w Laskowiczach
  - Cerkiew Narodzenia Najświętszej Maryi Panny w Laskowiczach
- Parafia Świętych Apostołów Piotra i Pawła w Mochrze
  - Cerkiew Świętych Apostołów Piotra i Pawła w Mochrze
- Parafia Wniebowstąpienia Pańskiego w Mołodowie
  - Cerkiew Wniebowstąpienia Pańskiego w Mołodowie
- Parafia Przemienienia Pańskiego w Motoli
  - Cerkiew Przemienienia Pańskiego w Motoli
- Parafia św. Michała Archanioła w Odryżyniu
  - Cerkiew św. Michała Archanioła w Odryżyniu
- Parafia św. Paraskiewy Piątnicy w Opoli
  - Cerkiew św. Paraskiewy Piątnicy w Ladowiczach
- Parafia Zaśnięcia Najświętszej Maryi Panny w Rudzku
  - Cerkiew Zaśnięcia Najświętszej Maryi Panny w Rudzku
- Parafia Iwerskiej Ikony Matki Bożej w Soczywkach
  - Cerkiew Iwerskiej Ikony Matki Bożej w Soczywkach
- Parafia św. Aleksandra Newskiego w Strzelnie
  - Cerkiew św. Aleksandra Newskiego w Strzelnie
- Parafia Zaśnięcia Najświętszej Maryi Panny w Śnitowie
  - Cerkiew Zaśnięcia Najświętszej Maryi Panny w Śnitowie
- Parafia Kazańskiej Ikony Matki Bożej w Tyszkowiczach
  - Cerkiew Kazańskiej Ikony Matki Bożej w Tyszkowiczach
- Parafia Podwyższenia Krzyża Pańskiego w Worocewiczach
  - Cerkiew Podwyższenia Krzyża Pańskiego w Worocewiczach
- Parafia Narodzenia Najświętszej Maryi Panny w Zastrużu
  - Cerkiew Narodzenia Najświętszej Maryi Panny w Zastrużu
  - Kaplica cmentarna w Zastrużu

## Galeria

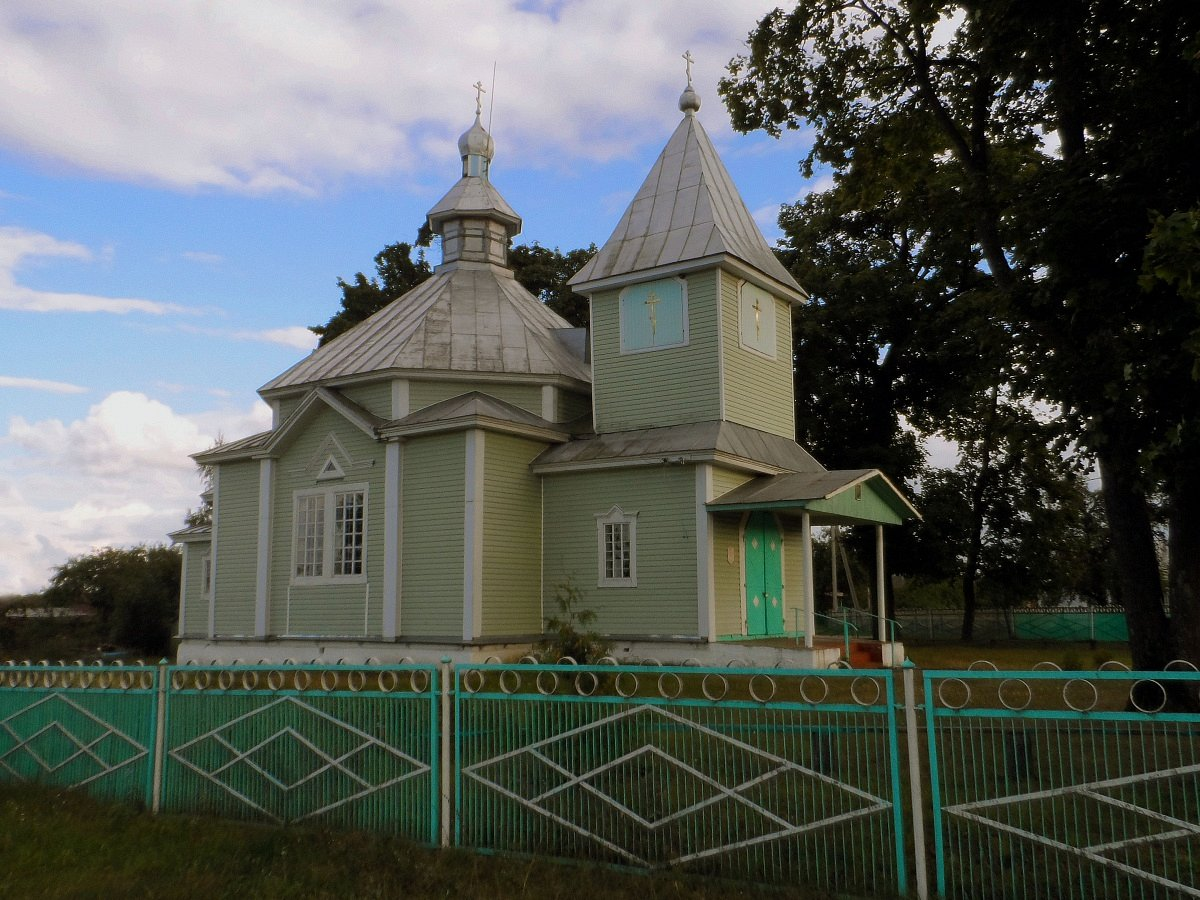
Cerkiew Podwyższenia Krzyża Pańskiego w Brodnicy
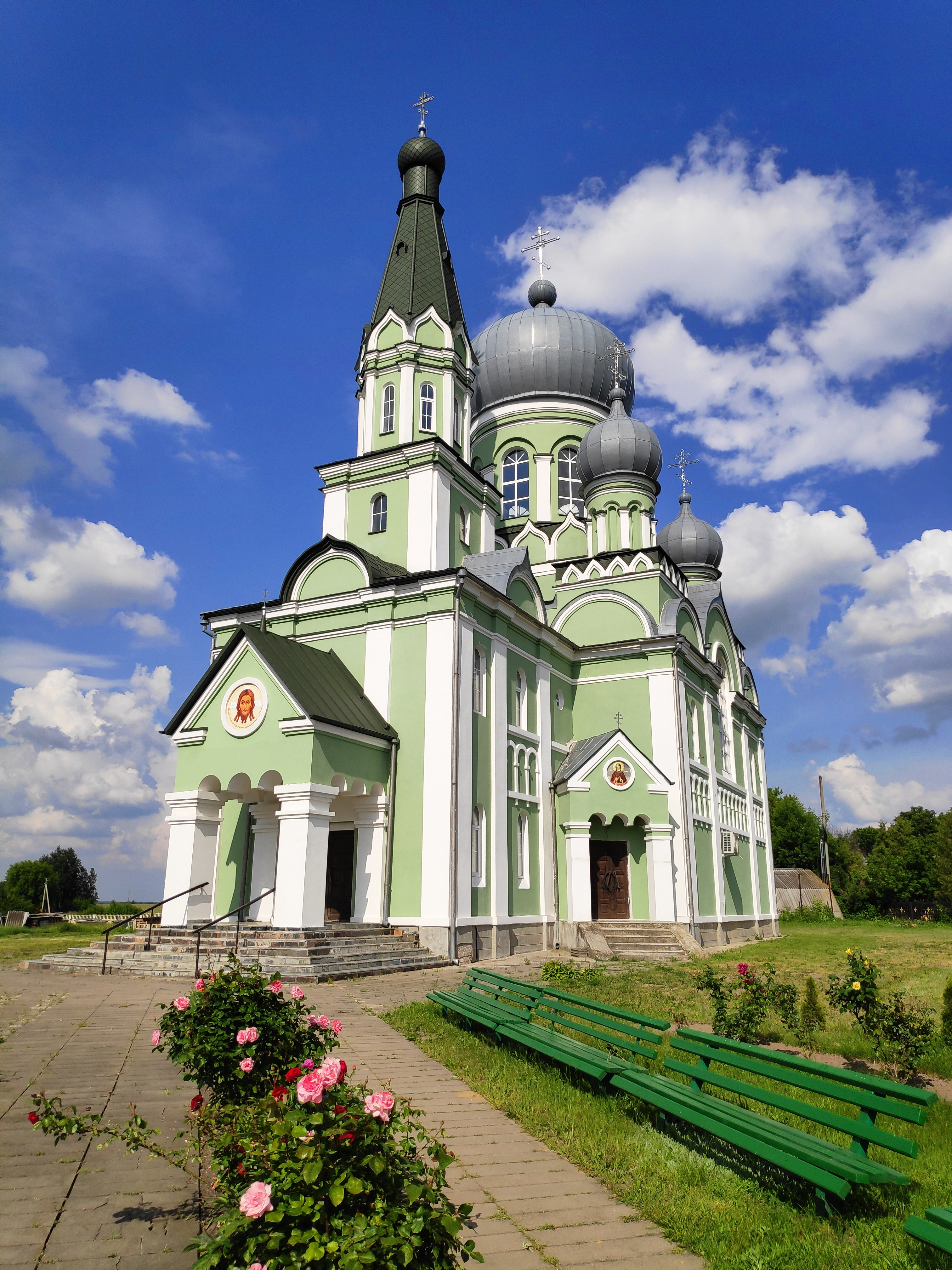
Cerkiew Świętej Trójcy w Dostojewie
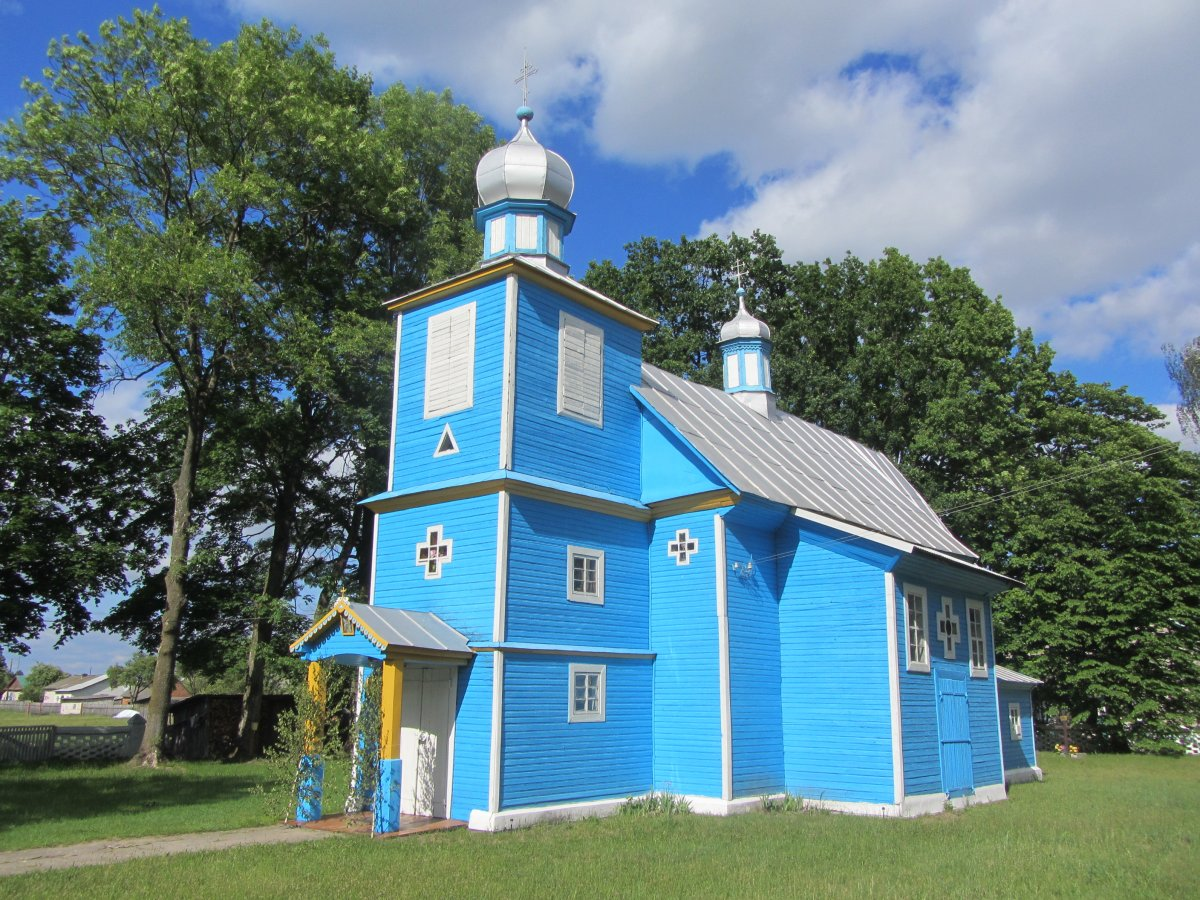
Cerkiew św. Mikołaja Cudotwórcy w Drużyłowiczach
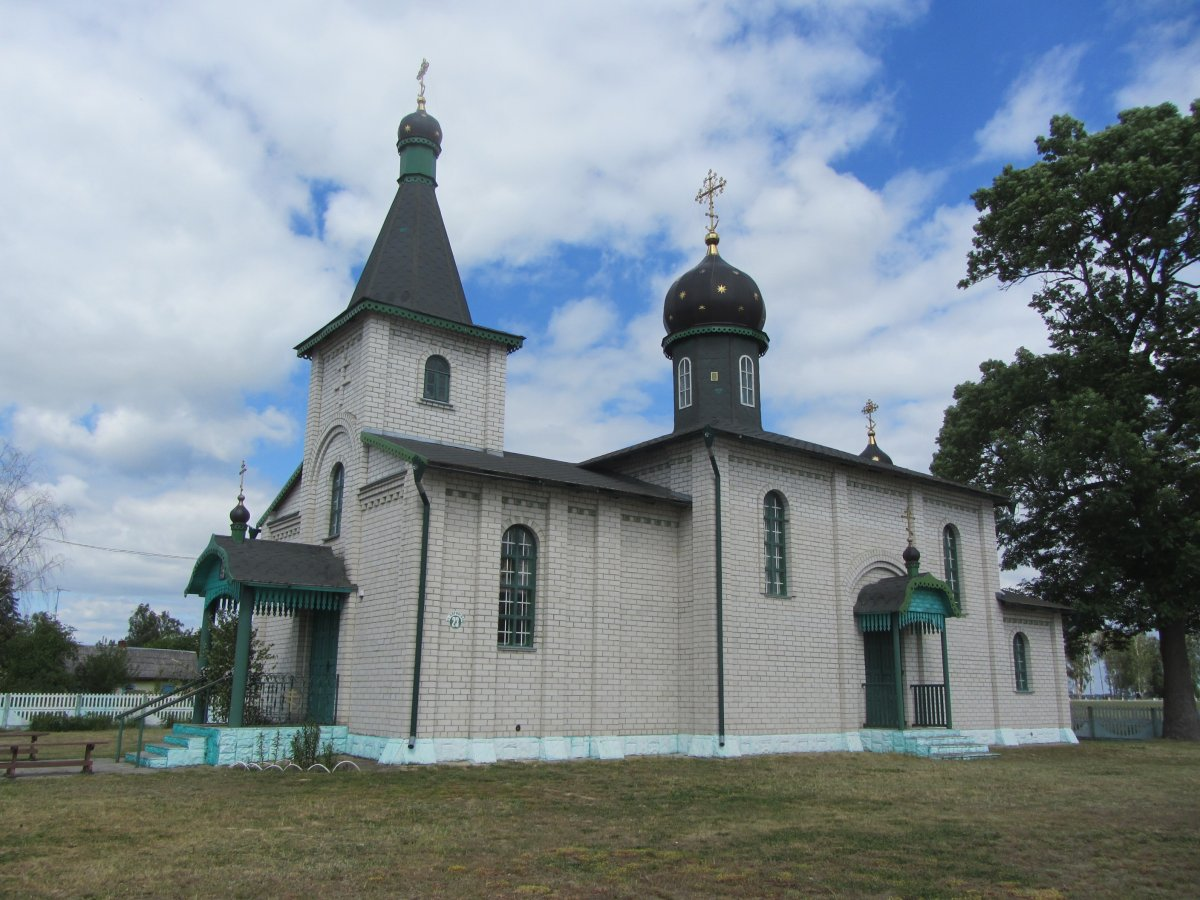
Cerkiew św. Paraskiewy Serbskiej w Gniewczycach
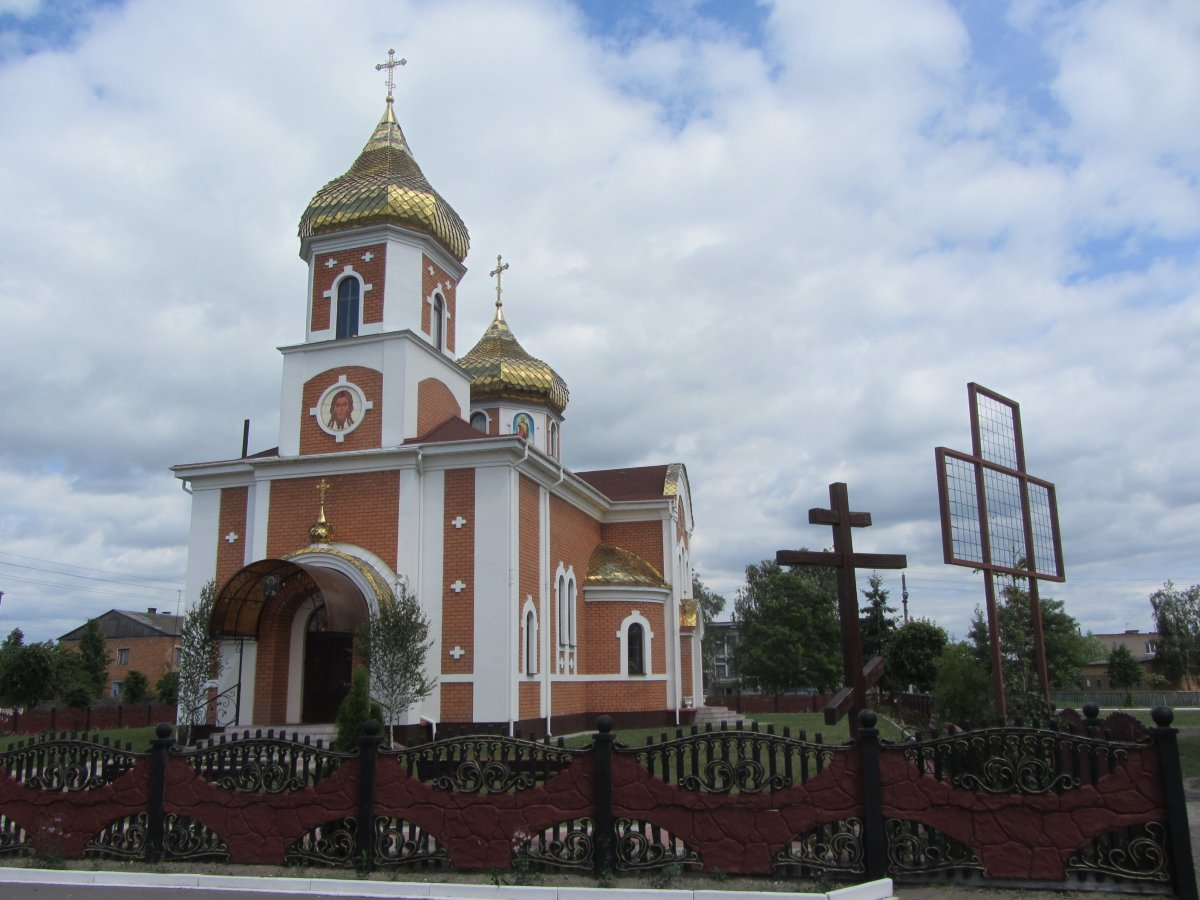
Cerkiew św. Atanazego Brzeskiego w Jajeczkowiczach
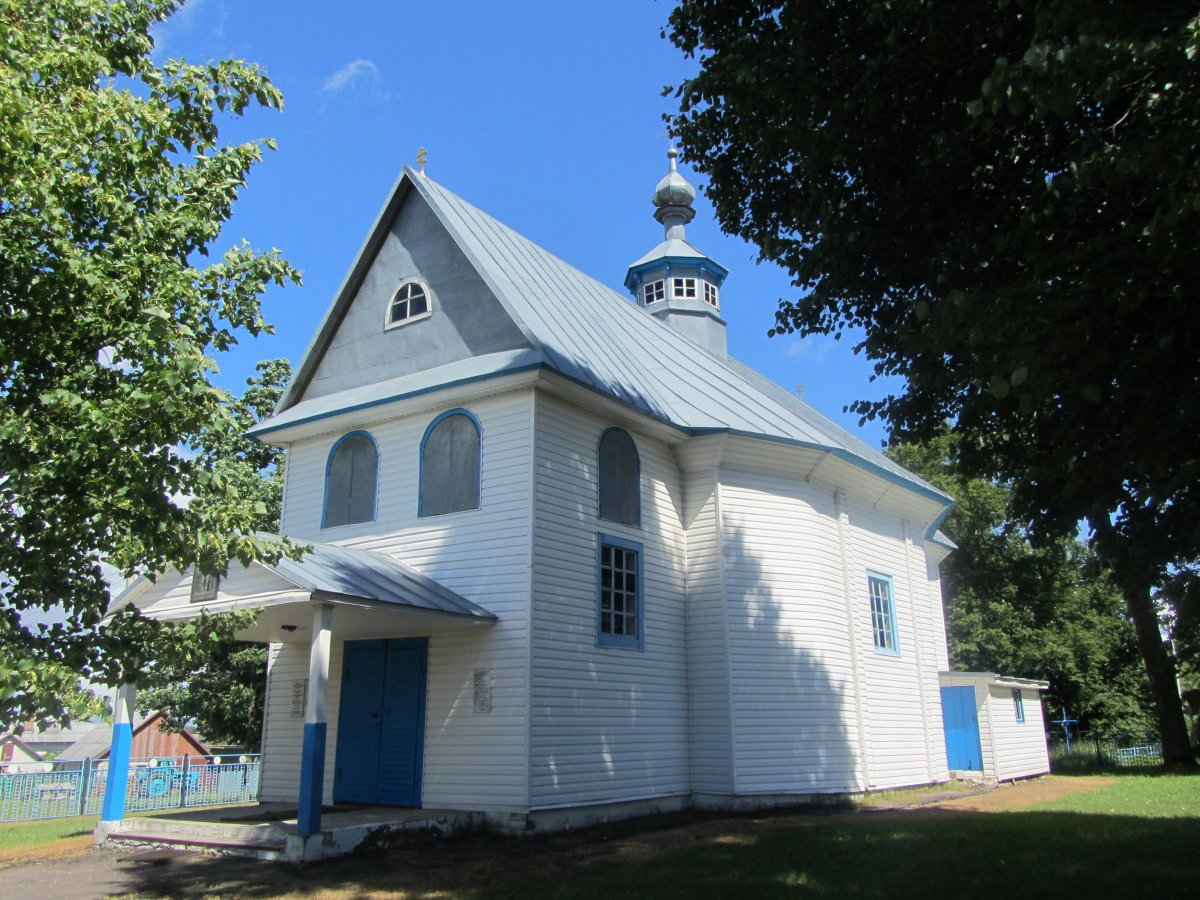
Cerkiew Wniebowstąpienia Pańskiego w Lachowiczach
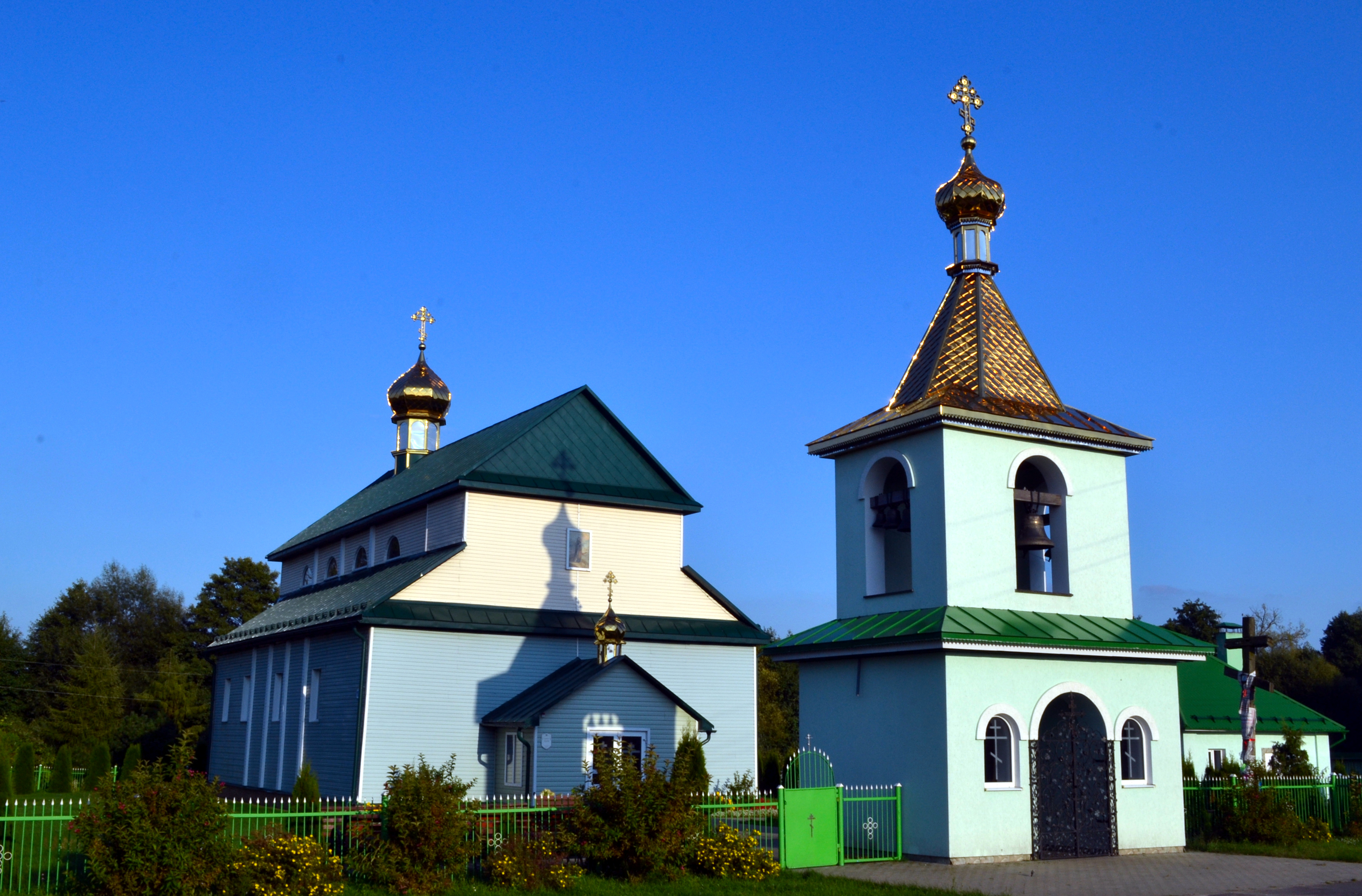
Cerkiew św. Paraskiewy Serbskiej w Ladowiczach
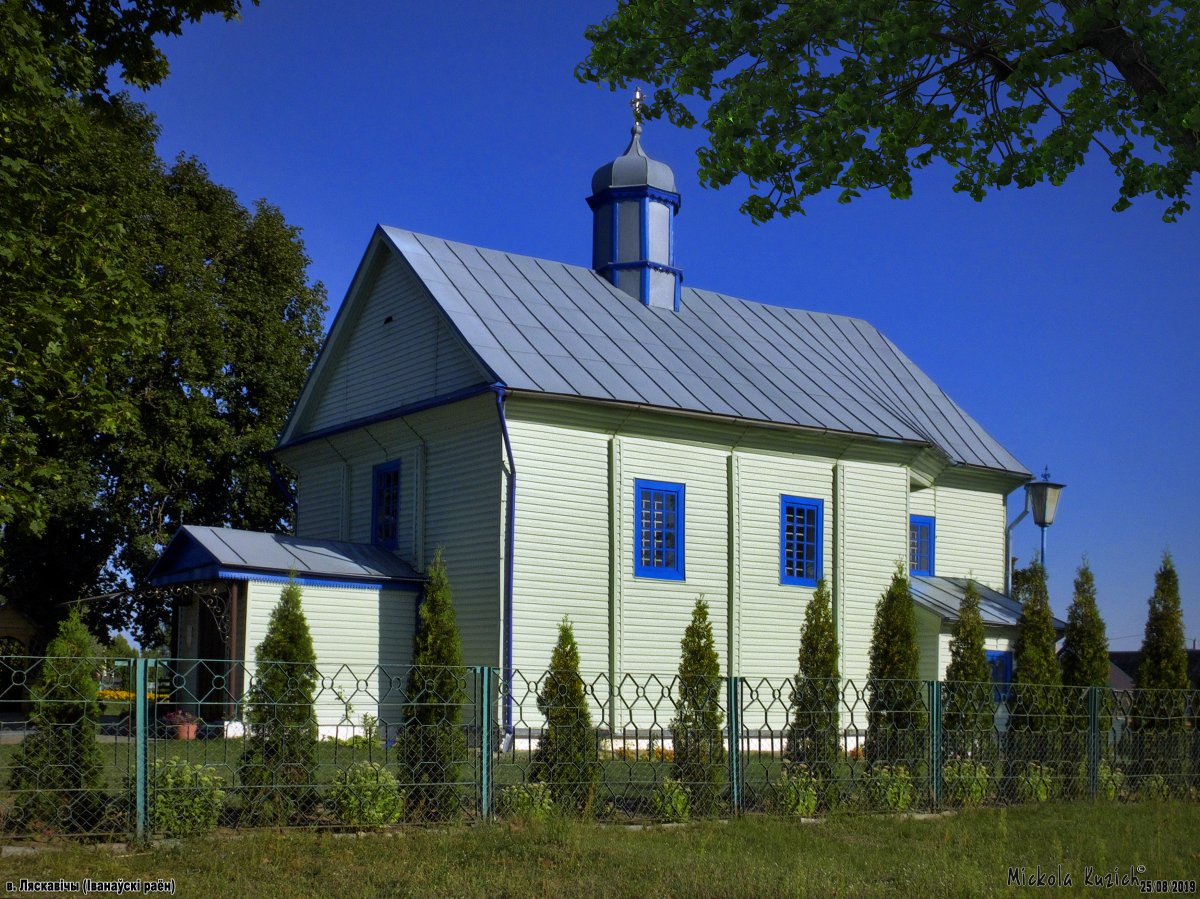
Cerkiew Narodzenia Najświętszej Maryi Panny w Laskowiczach
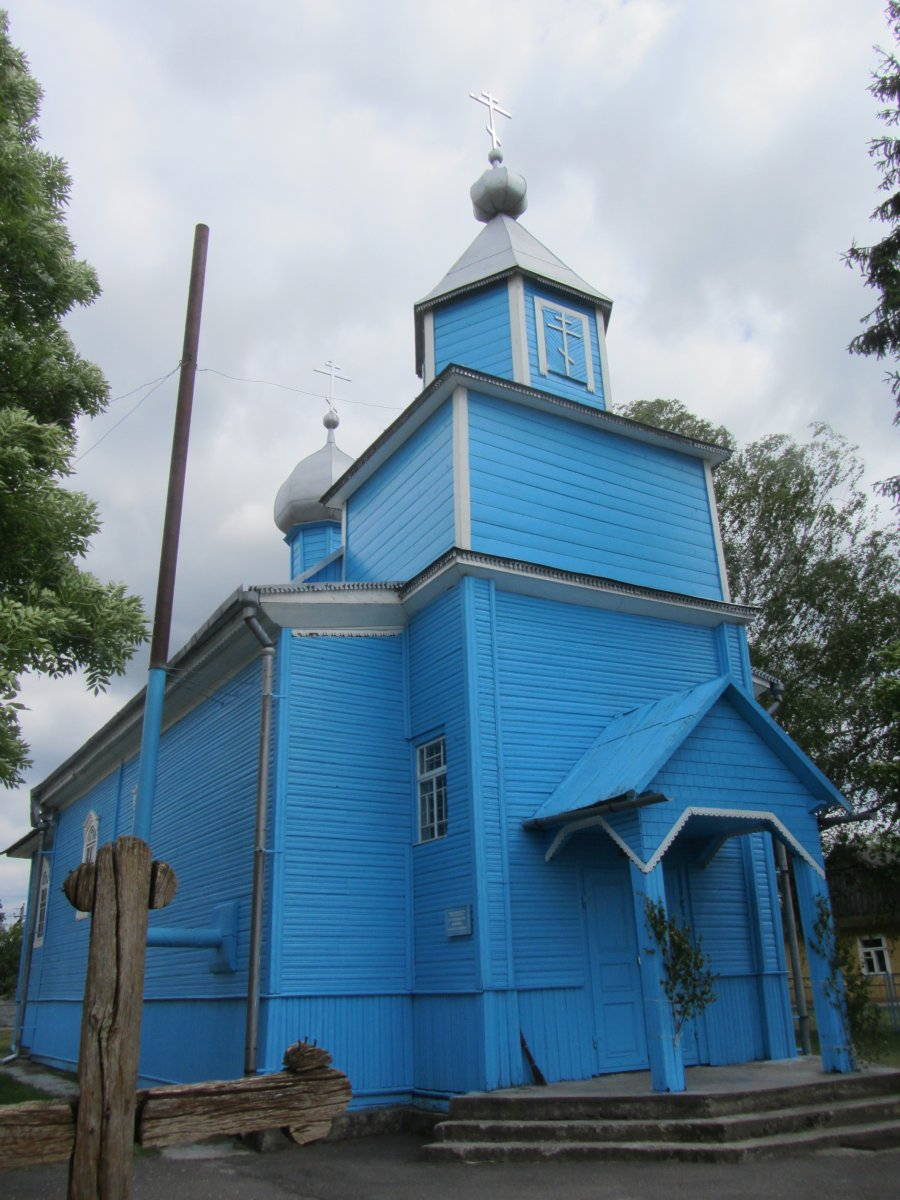
Cerkiew Świętych Apostołów Piotra i Pawła w Mochrze
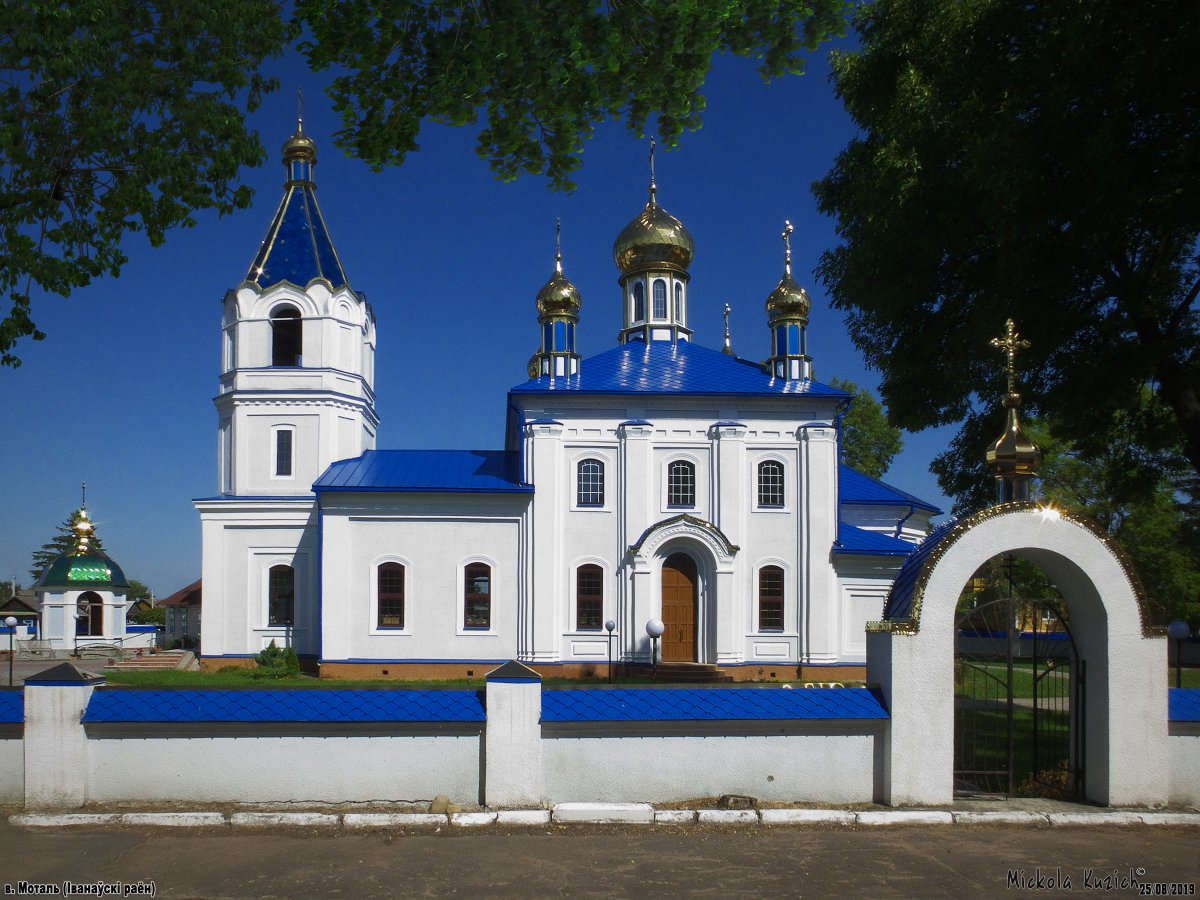
Cerkiew Przemienienia Pańskiego w Motoli
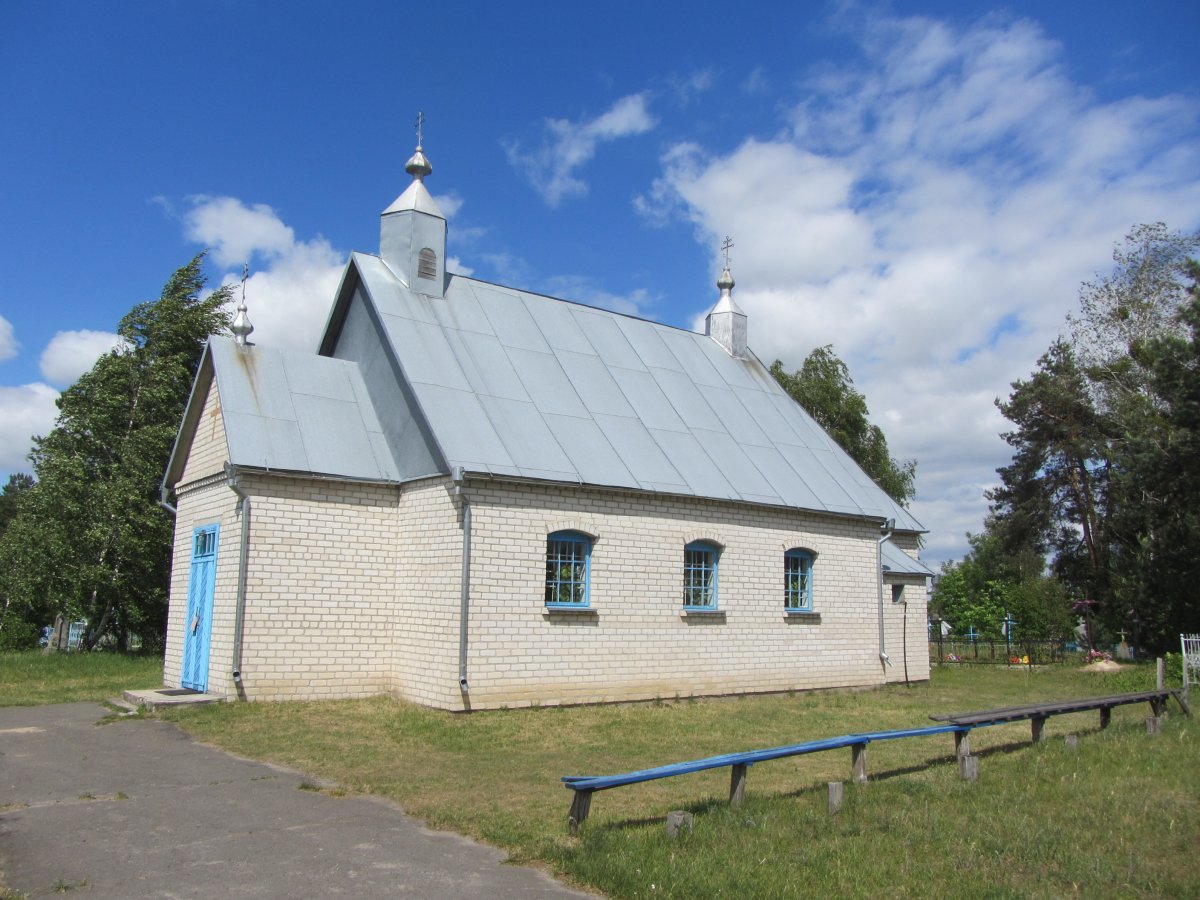
Cerkiew Zaśnięcia Matki Bożej w Rudzku
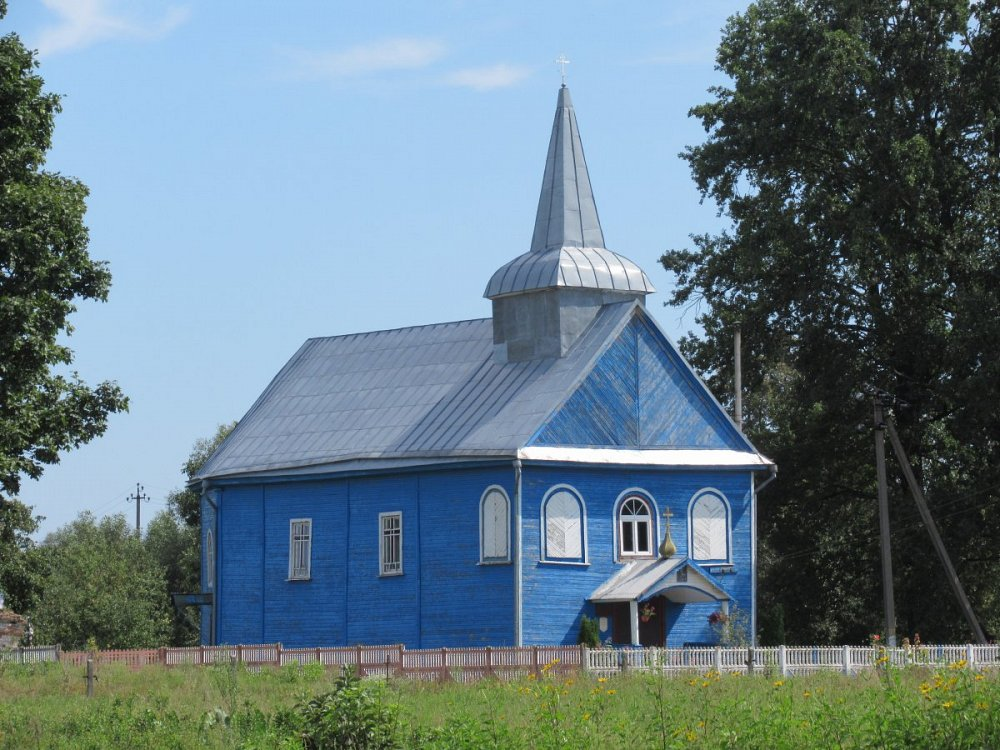
Cerkiew św. Aleksandra Newskiego w Strzelnie
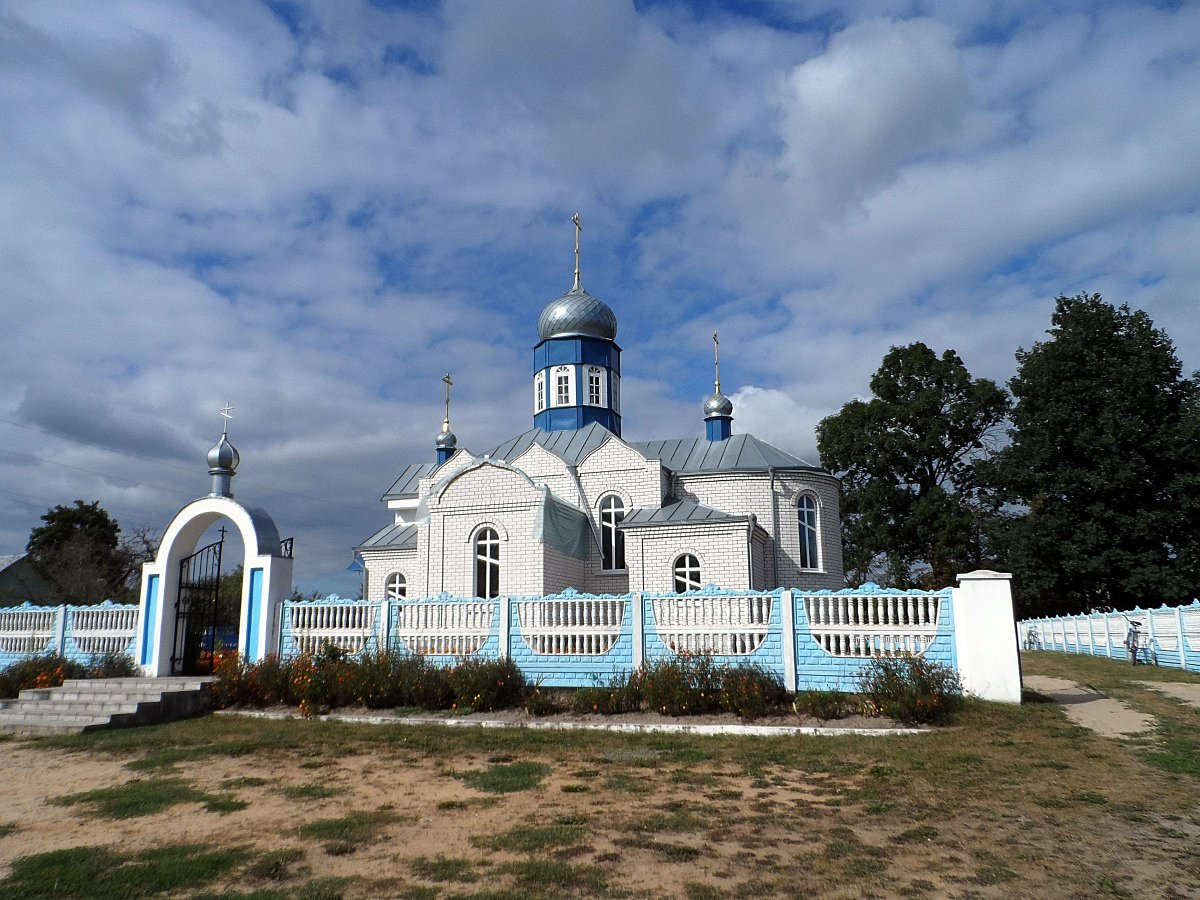
Cerkiew Zaśnięcia Najświętszej Maryi Panny w Śnitowie
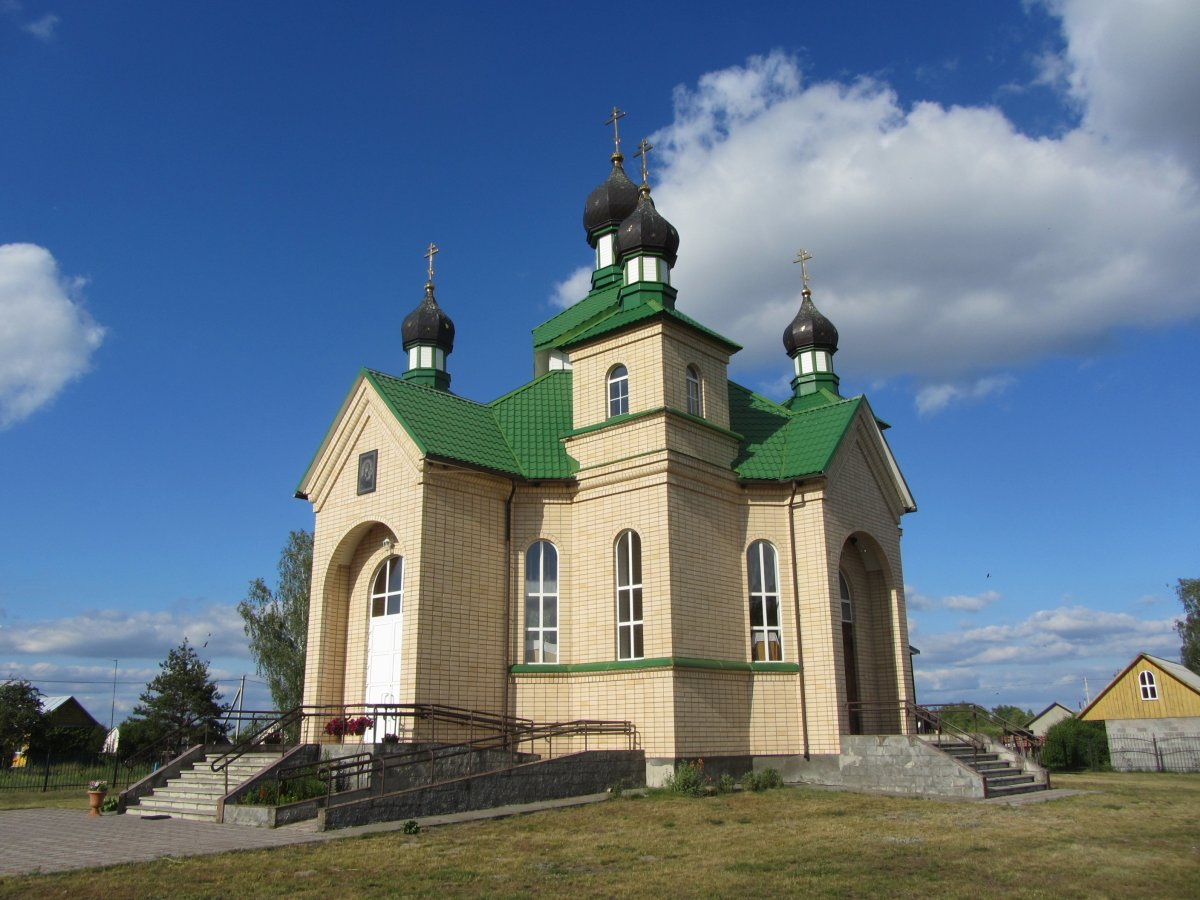
Cerkiew Kazańskiej Ikony Matki Bożej w Tyszkowiczach
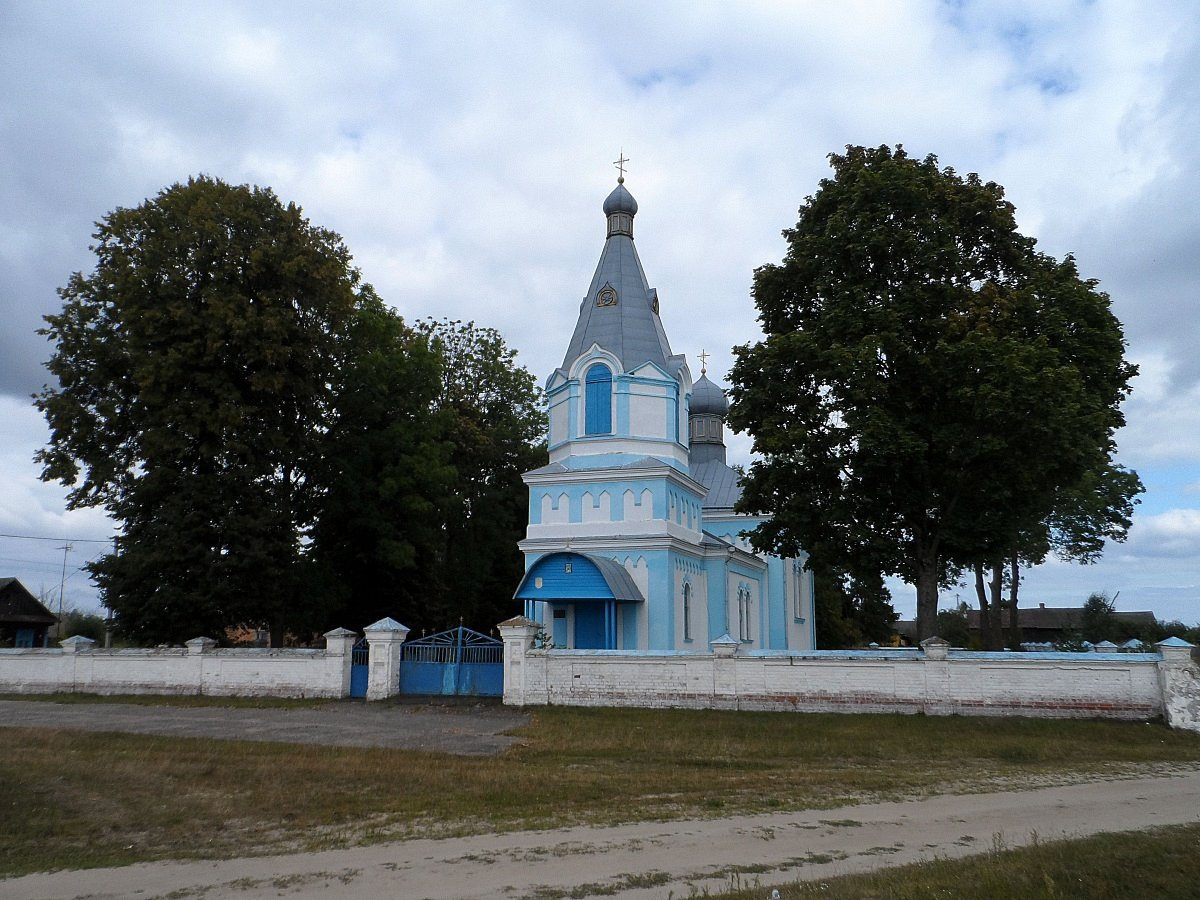
Cerkiew Podwyższenia Krzyża Pańskiego w Worocewiczach